# Mariol
Mariol (okzitanisch Mariòl) ist eine französische Gemeinde mit 696 Einwohnern (Stand: 1. Januar 2022) im Département Allier in der Region Auvergne-Rhône-Alpes. Sie gehört zum Arrondissement Vichy und zum Kanton Lapalisse. Die Einwohner werden Mariolais genannt.

## Geografie
Mariol liegt etwa zwölf Kilometer südsüdöstlich von Vichy am Allier. Umgeben wird Mariol von den Nachbargemeinden Saint-Yorre im Norden, Busset im Norden und Osten, Ris im Südosten und Süden, Mons im Südwesten sowie Saint-Priest-Bramefant im Westen.

## Bevölkerungsentwicklung
| Jahr                       | 1962 | 1968 | 1975 | 1982 | 1990 | 1999 | 2006 | 2019 |
| -------------------------- | ---- | ---- | ---- | ---- | ---- | ---- | ---- | ---- |
| Einwohner                  | 502  | 527  | 514  | 629  | 714  | 659  | 746  | 751  |
| Quellen: Cassini und INSEE |      |      |      |      |      |      |      |      |

## Sehenswürdigkeiten
- Kirche Saint-Cyr-et-Sainte-Julitte